# Tatort: Voll auf Haß
Voll auf Haß ist ein Fernsehfilm aus der Kriminalreihe Tatort der ARD und des ORF. Der Film wurde vom Norddeutschen Rundfunk produziert und am 8. November 1987 erstmals ausgestrahlt. Es handelt sich um die Tatort-Folge 198. Die Kriminalhauptkommissare Paul Stoever (Manfred Krug) und Peter Brockmöller (Charles Brauer) ermitteln in ihrem 7. bzw. 4. Fall. Als Skinheads den Sohn des Gastronomen Bicici ermorden, sehen sich die Kommissare nicht nur mit dieser Szene konfrontiert, sondern auch mit einem Schutzgeld-Syndikat.

## Handlung
Als man am Abend die Verlobung des Türken Erdal Bicici und der Deutschen Dagmar Lobeck im Lokal der Bicicis feiert, denkt Erdals Vater Mehmet überhaupt nicht mehr an den unliebsamen Vorfall vom Vormittag, als zwei zwielichtige Gestalten Schutzgeld von ihm forderten. Als er ihnen die Tür wies, verließen sie das Lokal, nicht ohne vorher Gläser zu zerbrechen und Bicici massiv zu drohen. Zur selben Zeit führte Dagmar Lobecks Vater Gerhard ein Telefongespräch und bekam zu hören, ob seine Tochter denn keinen Funken Stolz hätte, er solle sich doch mal umgucken, bald seien die Deutschen Fremde im eigenen Land. Kurz darauf fand Lilo Lobeck ihren Mann mit verschränkten Armen weinend am Schreibtisch sitzend. Das junge Brautpaar indes hielt sich in der gemeinsamen Wohnung auf und war glücklich und verliebt. Als Erdal seine Braut fragte, ob sie zur Feier am Abend gar nicht gehen sollten, meinte Dagmar lächelnd, er gehe doch nicht zu seinem Begräbnis. Auch Dagmar Lobecks Eltern sind zur Feier gekommen, wobei offensichtlich ist, wie unwohl Dagmars Vater sich fühlt. Mehmet Bicici ergreift das Wort und endet damit, dass er dem jungen Paar alles Gute für die Zukunft wünscht und versichert, dass die Familie immer für beide da sein werde, was auch passiere. Gerade als er mit Dagmars Vater anstoßen will, taucht eine Horde von Skinheads auf und schlägt auf alles ein, was sich bewegt. Die Lobecks wollen ihre Tochter überreden, das Fest mit ihnen zusammen zu verlassen, sie eilt jedoch zum Telefon. Bevor sie noch den Hörer ergreifen kann, nähert sich ihr ein Skinhead, auf dessen Faust sie voller Entsetzen das Wort HASS lesen muss. Kurz darauf verschwindet der braune Mob so schnell wieder, wie er über die Feiernden hereingebrochen ist. Zurück bleiben Zerstörung und Chaos sowie fassungslose Menschen, die dann voller Entsetzen feststellen müssen, dass Erdal Bicici erschlagen worden ist. Die Trauer der Eltern äußert sich in einem erschütternden Weinen.
Die Kriminalhauptkommissare Paul Stoever und Peter Brockmöller erscheinen. Es wird festgestellt, dass Erdal Bicici einen Schädelbasisbruch erlitten hat. Stoever konstatiert, dass das innerhalb der letzten sechs Monate bereits der dritte derartige Fall sei. In einer Befragung äußert sich Gerhard Lobeck, dass er nicht verstehe, warum Erdal unbedingt noch den Helden habe spielen müssen, die Typen seien doch fast schon wieder weg gewesen, als er einen von ihnen noch festhalten und auf ihn habe einschlagen müssen. Dagmar Lobeck berichtet den Kommissaren davon, dass sie auf dem Handrücken eines Skinheads das Wort HASS gelesen habe. Als die Kommissare einen Treffpunkt der Skinheads in einem U-Bahn-Tunnel inspizieren, hat Stoever einen der Jungen aus der Menschentraube im Visier, da er deutliche Spuren eines Kampfes im Gesicht trägt. Stoever stellt ihn in der U-Bahn. Der junge Mann plappert jedoch nach, was er so aufgeschnappt hat und macht die Ausländer für alle Missstände in Deutschland verantwortlich, ohne zu wissen, wovon er überhaupt spricht. Von einer „Türkenfeier“ und was da gelaufen sei, wisse er nichts. Stoever lädt ihn auf ein Bier ein. Er erzählt, dass die Polizei jede Menge Skinheads festgenommen habe und irgendwie Zoff angesagt gewesen sei, da sei dann jemand auf die Idee mit der Türkenkneipe gekommen. Man habe denen nur eine kleine Lektion verpassen, ein bisschen Action machen wollen, mehr sei nicht geplant gewesen und ein Toter schon gar nicht. Stoever fragt den Jungen, der sich Kralle nennt, woher er das wisse, worauf er aber nur die lapidare Antwort erhält, er wisse es eben.
Mehmet Bicici lässt sich unterdessen von seinem Verwandten Yüksel, einem Antiquitätenhändler, eine Waffe aushändigen. Die Männer fallen sich mit Tränen in den Augen in die Arme. Zeitgleich schaut sich Dagmar Lobeck bei einer Gegenüberstellung auf dem Polizeikommissariat jeden einzelnen der Skins genau an, sieht sich aber außerstande, jemanden zu identifizieren. Die junge Frau erwidert auf Stoevers Frage nach ihren Eltern, dass ihr Vater es gar nicht gern gesehen habe, dass seine einzige Tochter sich in einen Türken verliebt habe, er könne halt nicht raus aus seiner Haut. Dann fügt sie noch an, dass ihr Vater alles für sie tun würde aber noch wichtiger sei ihm, was die Leute denken würden. Dagmar erzählt den Kommissaren auch, dass Mehmet Bicici schon mehrere Male von Schutzgelderpressern bedroht worden sei, sich aber immer strikt geweigert habe, zu zahlen.
Inzwischen lädt Mehmet Bicici auf dem Gelände einer Lagerhalle seine Waffe, wo er einen der Schutzgelderpresser gesichtet hat. Als er dort ein Büro betritt, trifft er auf drei Männer, von denen zwei am Unglückstag in seinem Lokal waren, um Schutzgeld zu erpressen. Als er die drei Männer mit seiner Waffe bedroht, kommt ein vierter hinzu, der ihn überlisten und ihm seine Waffe abnehmen kann. Weitere Ermittlungen ergeben, dass die Lobecks mit Martin Fuhrmann befreundet sind, der einem rechtsgerichteten Verein vorsteht, dessen Treffpunkt DAF den Skins als Versammlungsort dient. Die Kommissare ermitteln weiter, dass die Kollegen seit vielen Jahren hinter Manfred Schürmann her sind, dessen Firma immer wieder im Zusammenhang mit Schutzgelderpressungen aufgefallen ist. Bisher war ihm jedoch nie etwas nachzuweisen. Als sie Mehmet Bicici in Gegenwart Schürmanns befragen, bestätigt dieser, dass Schürmanns Unternehmen seriös sei, wie von diesem zuvor behauptet wurde und stellt sich auf die Seite der Leute, die ihn in der Vergangenheit zu erpressen versuchten. Stoever und Brockmöller fragen sich, warum Mehmet Bicici jetzt auf einmal zahle. Stoever kann sich jedoch nicht vorstellen, dass ein Vater gemeinsame Sache mit den Mördern seines Sohnes machen würde und ein Türke schon gleich gar nicht. Die Kommissare wollen noch einmal mit Gerhard Lobeck sprechen, bei dem sich gerade sein Freund Martin Fuhrmann befindet. Auf Stoevers Frage, ob er bei der Verlobungsfeier auch dabei gewesen sei, meint Fuhrmann abwehrend: „Gott bewahre“ und verabschiedet sich dann ziemlich schnell. In einem späteren Gespräch versucht Stoever Martin Fuhrmann in die Enge zu treiben, indem er ihm auf den Kopf zusagt, dass er und sein Verein mit dem Tod von Erdal Bicici etwas zu tun hätten. Während dieser Vernehmung werden sie zu dem verletzten Kralle gerufen, der auf Befehl Schürmanns von zwei seiner Männer in die Mangel genommen worden ist. Er bezichtigt Fuhrmann, ihnen den Auftrag, die Verlobungsfeier zu stürmen, erteilt zu haben. Es stellt sich heraus, dass Mehmet Bicici mit Schürmann und seinen Leuten eine Vereinbarung geschlossen hatte, dass sie herausfinden, wer hinter dem Erscheinen der Skinheads auf der Verlobungsfeier steckt. Der Auftrag kam von Gerhard Lobeck, der unter dem Einfluss seines Freundes Martin Fuhrmann seiner Tochter vor Augen führen wollte, worauf sie sich da einlässt.

## Produktion und Hintergrund
Die Tatort-Folge Voll auf Haß wurde im Jahr 1987 produziert und spielt teils im Skinhead- und Neonazimilieu. 
Sabahat und Tayfun Bademsoy, die hier Mutter und Sohn Bicici spielen, sind tatsächlich Mutter und Sohn.
Diese Tatort-Folge ist auch als Audio-CD erschienen, gelesen von Charles Brauer. Auf DVD erschien die Folge Voll auf Hass am 25. März 2010.

### Kritik
Als die Folge im Jahr 1993, wenige Tage nach dem Brandanschlag von Solingen, bei dem fünf Menschen mit türkischer Familienbiografie ermordet worden waren, wiederholt wurde, wurde sie vom Sender während der Szene, in der Türken von Skinheads verprügelt werden, nach 40 Minuten Sendezeit abgebrochen, da es massive Proteste seitens der Zuschauer gab, was ein Novum in der Geschichte des Tatorts darstellte.
In der Zeitschrift TV Spielfilm stand, dass es sich bei dem „düsteren Kriminalstück“ um einen „packende[n], couragierte[n] Tatort-Klassiker“ handele und gab dafür vier von fünf Sternen. In der Zeitschrift Hörzu stand, dass die Folge eine „Packende Rassismus-Thematik“ behandle und dass Voll auf Hass „gelungen“ sei. Im Fernsehmagazin Gong kam es zu der Höchstwertung von sechs Punkten, also der Wertung „Spitzenleistung“. Die Fernsehzeitschrift prisma griff auf, dass „seit Mitte der Achtzigerjahre rechte Parteien wie die DVU und die Republikaner großen politischen Zulauf bei Wahlen“ erfahren hätten. Und „auch rechtsextremistische Bewegungen, die mit ausländerfeindlichen Parolen“ von sich reden gemacht hätten, ins Blickfeld der Öffentlichkeit gerückt seien, was „Grund genug für Regisseur Bernd Schadewald“, der „bekannt“ sei „als Spezialist für Geschichten, die das Leben schreibt“, gewesen sei, „seinen spannenden Kriminalfall in eine Rahmenhandlung mit rechtsextremen Hintergrund einzubetten.“

## Audio
- Geschichten vom Tatort (3): Gesellschaft und Probleme, von Matthias Dell, Deutschlandfunk Kultur 25. November 2020

## Auszeichnung
- Civis – Europas Medienpreis für Integration ging 1988 an Bernd Schadewald im Bereich Beiträge mit Spielhandlung für die Tatort-Folge Voll auf Haß, die der Verständigung mit Ausländern diene.